# Cinquantenaire des indépendances africaines

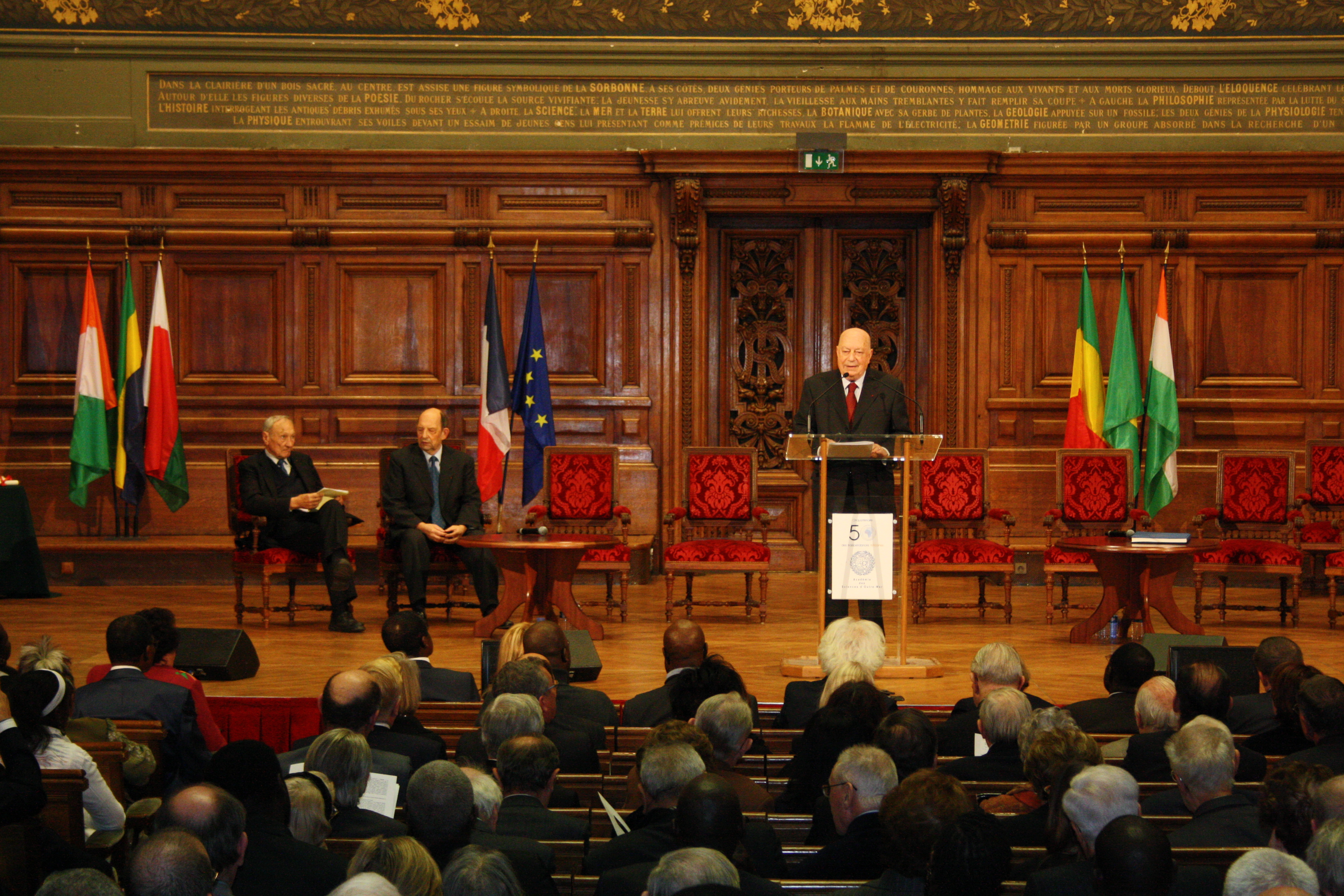
Hervé Bourges à la tribune du Cinquantenaire

Le cinquantenaire des indépendances africaines est une célébration de l'indépendance de plusieurs pays d'Afrique francophone organisée par le gouvernement français et plusieurs gouvernements africains.

## Déroulement
Le 5 juin 2009, Nicolas Sarkozy nomme Jacques Toubon secrétaire général de la mission du cinquantenaire des indépendances africaines en France.
Quatorze pays d’Afrique subsaharienne participent à la célébration : le Bénin, le Burkina Faso, le Cameroun, la République centrafricaine, la République du Congo, la Côte d'Ivoire, le Gabon, Madagascar, le Mali, la Mauritanie, le Niger, le Sénégal, le Tchad et le Togo.
Une cérémonie est organisée le 27 novembre 2010 dans le grand amphithéâtre de l'école de La Sorbonne, à Paris, avec une séance de distinction de personnalités africaines.